# McLeod Island
McLeod Island (englisch; chinesisch 香港島 Xianggang Dao, deutsch ‚Hongkong-Insel‘) ist eine große Insel in der Prydz Bay an der Ingrid-Christensen-Küste des ostantarktischen Prinzessin-Elisabeth-Lands. Sie liegt 2 km nördlich der Halbinsel Stornes und in den Larsemann Hills. Auf ihr befinden sich die Hügel Wudang Shandi und Xitaiping Shan.
Norwegische Kartographen kartierten sie 1946 anhand von Luftaufnahmen der Lars-Christensen-Expedition 1936/37 und benannten sie als Kollen (norwegisch für Hügel). Das Antarctic Names Committee of Australia benannte sie dagegen 1988 nach Ian Roderick McLeod (* 1931), der 1969 und 1970 ANARE-Mannschaften zur geologischen Erkundung der Prince Charles Mountains geleitet hatte. Die chinesische Benennung geht auf das Jahr 1993 zurück.